# Morgan ap Rhys ap Philip
Morgan ap Rhys ap Philip (por volta de 1520 - 1543?), de Llanfihangel, Cardiganshire, foi um galês membro do Parlamento de Inglaterra.
Ele foi um membro (MP) do Parlamento da Inglaterra por Cardiganshire em 1542.